# Louis Aimable Jean Baptiste Bertran
Louis Aimable Jean Baptiste Bertran, né le 6 juin 1763 à Rouen (Normandie), mort le 2 janvier 1819 à Tours (Indre-et-Loire), est un militaire français de la Révolution et de l’Empire.

## État des services
Louis Aimable Jean Baptiste Bertran entre en service le 5 octobre 1779, comme soldat dans le régiment de Limousin infanterie, et il fait les campagnes de 1780 et 1781, sur les côtes de Bretagne. Il devient caporal le 28 février 1784, fourrier le 1er janvier 1786, et sergent-major le 1er janvier 1792. 
Sous-lieutenant le 31 décembre 1792, il fait toutes les campagnes de l’armée d’Italie, jusqu’à l’an IX. Il devient aide de camp du général Chartongne le 9 janvier 1794, et le 3 avril 1795, il passe adjoint auprès de l’adjudant-général Viçose, puis il est nommé lieutenant le 3 avril 1796. Le 30 mai 1797, au passage du Mincio, il a un cheval tué sous lui. Il reçoit son brevet de capitaine le 5 octobre 1797, et celui de chef de bataillon à la 25e demi-brigade de ligne le 3 septembre 1800. Le 22 décembre 1803, il passe major au 58e régiment d’infanterie de ligne, et il est fait chevalier de la légion d’honneur le 25 mars 1804. 
Il fait les campagnes de 1807 et 1808, en Espagne et au Portugal. Le 29 juillet 1808, il s’empare d’une pièce de canon sur les hauteurs d’Évora, et il reçoit un coup de baïonnette au poignet droit lors de l’assaut de cette ville, où il monte l’un des premiers. Le 20 mars 1809, il devient colonel du 106e régiment d’infanterie, puis il passe en Allemagne, où il obtient la croix d’officier de la Légion d’honneur le 27 juillet 1809. Il est créé baron de l'Empire le 14 juin 1810. 
De 1810 à 1811, il sert en Allemagne, et en 1812, il participe à la campagne de Russie. Il est blessé d’un coup de feu à la cuisse droite le 7 septembre à la bataille de la Moskova, et il est nommé le même jour commandeur de la Légion d’honneur. Il est fait chevalier de la Couronne de fer le 18 octobre 1812. Atteint d’infirmité provenant des fatigues de la guerre, il demande sa mise à la retraite et l’obtient le 9 janvier 1813.
Il meurt le 2 janvier 1819 à Tours.

## Dotation
- Dotation de 4 000 francs de rente annuelle sur les biens réservés en Hanovre le 15 août 1809.

## Armoiries
| Figure | Nom du baron et blasonnement |
| ------ | --- |
|        | Armes du baron Louis Aimable Jean Baptiste Bertran et de l'Empire, décret du 15 août 1809, lettres patentes du 14 juin 1810, commandeur de la Légion d'honneur Coupé, au premier parti à dextre d'azur à trois grenades d'or ; à sénestre des barons tirés de l'armée ; au deuxième de sinople au braque arrêté d'argent moucheté de sable. Livrées : bleu, jaune, blanc, verd ; le verd en bordure seulement. |

## Sources
- A. Lievyns, Jean Maurice Verdot, Pierre Bégat, Fastes de la Légion-d'honneur, biographie de tous les décorés accompagnée de l'histoire législative et réglementaire de l'ordre, Tome 4, Bureau de l’administration, 1844, 640 p. (lire en ligne), p. 289.
- « Cote LH/216/5 », base Léonore, ministère français de la Culture
- « La noblesse d’Empire » (consulté le 16 novembre 2016)
- Vicomte Révérend, Armorial du premier empire, tome 1, Honoré Champion, libraire, Paris, 1897, p. 88.
- Danielle Quintin et Bernard Quintin, Dictionnaires des colonels de Napoléon, S.P.M., 2013, 978 p. (ISBN 978-2-296-53887-0, lire en ligne), p. 99